# Big Time Lover
Big Time Lover es el segundo álbum de estudio del grupo musical estadounidense Cornelius Brothers & Sister Rose. Fue publicado en noviembre de 1973 a través de United Artists Records.

## Recepción de la crítica
Un escritor no especificado de la revista Billboard escribió: “Un excelente LP debut de este acto de Miami que combina suavidad con fortalezas de macho. El líder Eddie Cornelius posee una voz sencilla pero convincente. Canta con una facilidad que recuerda a la del fallecido Sam Cooke. El LP suena como si estuviera hecho en secciones, pero eso no es detrimento para las composiciones del líder, que son nueve de 10. «Joy, Joy, Joy (Love, Love, Love)» tiene una buena interacción vocal entre los miembros del grupo de la gira. «Hold on Forever» muestra toda la amplitud de la orquesta y las voces”. Un escritor no especificado de la revista Cash Box declaró: “Aquí abunda más de ese sonido distintivamente suave y funky que ha caracterizado al grupo en el pasado. Destacado por una canción principal segura y otro posible sencillo, «Come pn Let's Be Happy Forever», el álbum tiene una calidad atemporal, especialmente la gran versión del trío del gran éxito de Bill Wither, «Ain't No Sunshine». Bob Archibald merece crédito por un excelente trabajo de producción que unifica el sonido de este LP de una manera cautivadora”. Un escritor no especificado de la revista Record World comentó: “El hermano Eddie Cornelius escribió la mayoría de las melodías del último álbum del excelente grupo familiar, y las buenas canciones se combinan con excelentes arreglos y producción de Bob Archibald para crear un set lleno de éxitos”.

## Lista de canciones
Todas las canciones escritas y compuestas por Eddie Cornelius, excepto donde esta anotado.
Lado uno
1. «Big Time Lover» – 3:29
2. «Think It Over» – 3:20
3. «Come on Let's Be Happy Forever» – 3:25
4. «I'm Just a Fool in Love» – 3:35
5. «Joy, Joy, Joy (Love, Love, Love)» – 2:58

Lado dos
1. «	I Just Can't Stop Loving You» – 2:40
2. «Hold on Forever» – 3:16
3. «Ain't No Sunshine» (Bill Withers) – 2:45
4. «These Lonely Nights» – 2:33
5. «A Wonderful Tune» – 2:50

## Créditos y personal
Créditos adaptados desde las notas de álbum de Big Time Lover.
Personal técnico
- Bob Archibald – productor, ingeniero de audio, arreglos
- Mike Lewis – arreglos
- Dave Willardson – ilustración
- Fred Valentine, Joseph Cleary – fotografía
- Mike Salisbury – diseño de portada

## Posicionamiento
| Gráfica (1974)                      | Pico de posición |
| ----------------------------------- | ---------------- |
| Estados Unidos (Billboard Soul LPs) | 32               |